# Comuna Velîka Pavlivka, Zinkiv
Velîka Pavlivka (în ucraineană Велика Павлівка) este o comună în raionul Zinkiv, regiunea Poltava, Ucraina, formată din satele Ciorneakî, Fedorivka și Velîka Pavlivka (reședința).

## Demografie
Componența lingvistică a comunei Velîka Pavlivka
     Ucraineană (99,17%)
     Alte limbi (0,82%)
Conform recensământului din 2001, majoritatea populației comunei Velîka Pavlivka era vorbitoare de ucraineană (99,17%), existând în minoritate și vorbitori de alte limbi.